# Louis Richardet
Louis Marcel Richardet (17 maggio 1864 – Ginevra, 14 gennaio 1923) è stato un tiratore a segno svizzero.

## Carriera
Partecipò ai Giochi della II Olimpiade di Parigi nel 1900 dove vinse due medaglie d'oro nella prova di pistola militare a squadre e nella carabina militare a squadre.
Fu più volte presente anche ai Campionati mondiali di tiro dove ottenne un numero di medaglie superiore alle venti unità.

## Palmarès
| Anno | Manifestazione       | Sede         | Evento                                 | Risultato |
| ---- | -------------------- | ------------ | -------------------------------------- | --------- |
| 1897 | Mondiali             | Lione        | Carabina, 300 metri a squadre          | Oro       |
| 1898 | Mondiali             | Torino       | Carabina, 300 metri a squadre          | Bronzo    |
| 1900 | Olimpiadi            | Parigi       | Pistola militare a squadre             | Oro       |
| 1900 | Olimpiadi            | Parigi       | Carabina militare a squadre            | Oro       |
| 1900 | Mondiali             | Parigi       | Pistola militare a squadre             | Oro       |
| 1900 | Mondiali             | Parigi       | Carabina militare a squadre            | Oro       |
| 1901 | Mondiali             | Lucerna      | Pistola 50 metri a squadre             | Oro       |
| 1901 | Mondiali             | Lucerna      | Pistola 50 metri                       | Argento   |
| 1903 | Mondiali             | Buenos Aires | Carabina, 300 metri, proni             | Oro       |
| 1903 | Mondiali             | Buenos Aires | Carabina, 300 metri a squadre          | Oro       |
| 1903 | Mondiali             | Buenos Aires | Carabina, 3 posizioni, 300 metri       | Argento   |
| 1903 | Mondiali             | Buenos Aires | Carabina, in ginocchio, 300 metri      | Bronzo    |
| 1904 | Mondiali             | Lione        | Carabina, 300 metri a squadre          | Oro       |
| 1904 | Mondiali             | Lione        | Pistola a squadre, 50 metri            | Oro       |
| 1904 | Mondiali             | Lione        | Carabina, proni, 300 metri             | Bronzo    |
| 1904 | Mondiali             | Lione        | Carabina, in ginocchio, 300 metri      | Bronzo    |
| 1905 | Mondiali             | Bruxelles    | Carabina, in ginocchio, 300 metri      | Oro       |
| 1905 | Mondiali             | Bruxelles    | Carabina a squadre, 300 metri          | Oro       |
| 1905 | Mondiali             | Bruxelles    | Pistola a squadre, 50 metri            | Argento   |
| 1905 | Mondiali             | Bruxelles    | Carabina, 3 posizioni, 300 metri       | Bronzo    |
| 1906 | Olimpiadi intermedie | Atene        | Rivoltella militare, 25 metri          | Oro       |
| 1906 | Olimpiadi intermedie | Atene        | Carabina, 3 posizioni, 300 m a squadre | Oro       |
| 1906 | Olimpiadi intermedie | Atene        | Carabina militare, 200 m               | Argento   |
| 1906 | Olimpiadi intermedie | Atene        | Carabina militare, 300 m               | Oro       |
| 1906 | Mondiali             | Milano       | Carabina, 300 metri, a squadre         | Oro       |
| 1906 | Mondiali             | Milano       | Pistola a squadre, 50 metri            | Oro       |
| 1908 | Mondiali             | Vienna       | Carabina a squadre, 300 metri          | Oro       |
| 1909 | Mondiali             | Amburgo      | Carabina a squadre, 300 metri          | Oro       |